# Umschriften für die chinesischen Sprachen
Umschriften (Transkriptionssysteme) für die chinesischen Sprachen dienen zur Darstellung der chinesischen Schrift mit lateinischen oder anderen Buchstaben oder Zeichen.
In verschiedenen Ländern und zu verschiedenen Zeiten wurden Systeme entwickelt, mit denen Nichtchinesen die chinesischen Sprachen in ein ihnen vertrautes lautliches Umfeld transkribierten. Heutzutage hat das Pinyin-System die früher verbreiteten Systeme, insbesondere auch Wade-Giles, im internationalen Gebrauch nahezu verdrängt.

## Einflussfaktoren
Es wurde eine Vielzahl von Umschriften entwickelt. Dies liegt daran, dass es unterschiedliche Rahmenbedingungen und Vorgehensweisen gibt:

### Ursprungssprache
Die chinesischen Sprachen unterscheiden sich im Repertoire an Lauten. Je nach Ursprungssprache gibt es daher unterschiedliche Anforderungen an die Transkription. Transkribiert wurden z. B.
- Mandarin – heute dominant, Basis für Standardchinesisch
- Kantonesisch
- Min Nan

Auch die Wahl des Dialekts hat Einfluss:
- Im heutigen Standardchinesisch werden [k] und [ts] (Pinyin: g und z) vor [i] zu [tɕ] palatisiert. Die Silbe [tɕi] wird in Pinyin ji geschrieben.
- In anderen Mandarin-Dialekten hingegen wird [ts] nicht palatisiert. Latinxua Sin Wenz schreibt gi [tɕi] und zi [tsi].

### Zielschrift
Es gibt Umschriften für verschiedene Schriftsysteme, z. B.
- lateinisches Alphabet (Pinyin, Wade-Giles …) – heute dominant
- kyrillisches Alphabet (Palladius)
- persisch-arabisches Alphabet (Xiao’erjing)
- speziell für chinesisch entwickelte Zeichen (Zhuyin)

### Rechtschreibregeln in der Zielschrift
Je nach Sprache der Zielgruppe werden Laute unterschiedlich transkribiert. Beispiele für [ʂ], das dem [ʃ] ähnlich ist:
- englisch-basiert: sh (Pinyin, Wade-Giles) – heute dominant
- deutsch-basiert: sch (Lessing-Othmer)
- französisch-basiert: ch (EFEO)
- tschechisch-basiert: š (Švarný)

### Darstellung „fremdartiger“ Laute
Bei den englisch-basierten Umschriften werden Laute, die dem Englischen fremd sind, oft unterschiedlich dargestellt. Beispiele für die Darstellung:
- [k] und [kʰ] (Aspiration): k und k’ (Wade-Giles), g und k (Pinyin)
- [ɕ]: hs (Wade-Giles), x (Pinyin), s (Tongyong Pinyin), sh (Gwoyeu Romatzyh, MPS II), sy (Yale), h (Unger)
- [y]: ü (Wade-Giles), u mit zusätzlichen Punkten nur bei Verwechselungsgefahr (Pinyin), yu (Tongyong Pinyin), iu (Gwoyeu Romatzyh), y (Latinxua Sin Wenz)
- [ɻ̩] und [ɹ̩]: ih und ŭ (Wade-Giles), i (Pinyin), ih (Tongyong Pinyin), r und z (MPS II, Yale), ï (Unger), y (Gwoyeu Romatzyh), nicht geschrieben (Latinxua Sin Wenz)

Diese Vielfalt rührt daher, dass sich Ökonomie, intuitive Verständlichkeit und phonetische Genauigkeit nicht gleichzeitig maximieren lassen. Die Systeme folgen unterschiedlichen Prioritäten (hier aufgezeigt am Beispiel von Wade-Giles und Pinyin):
- Pinyin nutzt 25 der 26 Buchstaben des lateinischen Grundalphabets (die Ausnahme ist v), aber einige davon für deutlich andere Laute als im Englischen, z. B. x, q, z und c. Wade-Giles greift in diesen Fällen auf Digraphen zurück, was weniger ökonomisch, aber für Englischsprecher intuitiver ist: hs, ch’, ts und ts’.
- Pinyin und Wade-Giles verwenden mit ü einen Buchstaben außerhalb des lateinischen Grundalphabets. Viele andere Umschriften vermeiden dies.
- Wade-Giles kennzeichnet die Aspiriration durch einen Apostroph: p’, t’, k’, … Pinyin hingegen zeigt die Nicht-Aspiration stimmloser Konsonanten durch Verwendung von Buchstaben an, die im Englischen für stimmhafte Laute stehen: b, d, g, …
- Mit ch und q stellt Pinyin zwei ähnliche, aber unterschiedliche Laute verschieden dar, während Wade-Giles beide Laute als ch’ schreibt und sich die Aussprache aus dem folgenden Vokal ergibt. Umgekehrt wird u im Pinyin je nach vorangehendem Konsonant als [u] oder [y] gesprochen, während Wade-Giles konsequent u und ü unterscheidet. Wade-Giles unterscheidet am Silbenende i, ih und ŭ, während Pinyin unterschiedslos i schreibt.

### Darstellung der Töne
Das lateinische Alphabet sieht keine Darstellung von Tönen vor. Für das Chinesische wurden verschiedene Konzepte entwickelt:
- diakritische Zeichen (Pinyin)
- Ziffern (Wade-Giles)
- alternative oder stumme zusätzliche Buchstaben (Gwoyeu Romatzyh)
- keine Kennzeichnung (Latinxua Sin Wenz)

## Liste von Umschriften
Die folgende Tabelle gibt einen Überblick über die wichtigsten Umschriften. Wo nicht anders vermerkt, handelt es sich um Umschriften für das Hochchinesische („Standardchinesisch“).
| Umschrift                                                              | Alphabet                 | Entwickelt von                                                                             | Anmerkungen |
| ---------------------------------------------------------------------- | ------------------------ | ------------------------------------------------------------------------------------------ | --- |
| von besonderer Bedeutung:                                              |                          |                                                                                            | |
| Hanyu Pinyin (kurz: Pinyin)                                            | lateinisch               | Zhou Youguang u. a.                                                                        | amtliche Umschrift der Volksrepublik China, der Republik China (Taiwan) und offizieller ISO-Standard |
| Wade-Giles (kurz: W.G.)                                                | lateinisch               | Thomas Wade, Herbert A. Giles                                                              | war Quasi-Standard im angelsächsischen Sprachraum sowie im wissenschaftlichen Bereich weltweit |
| Zhuyin Fuhao (kurz: Bopomofo oder MPS I oder MPS1)                     | Zhuyin                   | Kommission zur Vereinheitlichung der Aussprache                                            | auch Mandarin Phonetic Symbols I (MPS I oder MPS1) genannt; auch für Min Nan, Hakka und andere Sprachen geeignet; heute noch auf Taiwan verwendet                                                                              |
| für spezielle Schriften:                                               |                          |                                                                                            | |
| koreanische Umschrift                                                  | koreanisch               | Nationalinstitut der koreanischen Sprache                                                  | offizielle Umschrift des Chinesischen in Südkorea |
| mongolische Umschrift                                                  | mongolisch               |                                                                                            | für die mongolische Sprache |
| Palladius-System                                                       | kyrillisch               | Palladius                                                                                  | auch Vasil’ev-System genannt; offizielle Umschrift in Russland |
| tschechische Umschrift                                                 | lateinisch (tschechisch) | Oldřich Švarný                                                                             | mit tschechischen diakritischen Zeichen, entwickelt 1951; wird auch in slowakischen Texten verwendet |
| Xiao’erjing                                                            | arabisch                 |                                                                                            | war in Gebrauch bei muslimischen Minderheiten |
| ehemals offiziell im Kulturraum China:                                 |                          |                                                                                            | |
| Gwoyeu Romatzyh                                                        | lateinisch               | Zhao Yuanren u. a.                                                                         | Töne werden durch Variation der Buchstaben dargestellt; von 1928 bis in die 50er offizielle Umschrift in China, wurde aber wenig verwendet                                                                                     |
| Latinxua Sin Wenz                                                      | lateinisch               | Exilchinesen und Russen                                                                    | Vorläufer des Hanyu Pinyin, war ab 1941 offiziell im Machtbereich der KPCh |
| Mandarin Phonetic Symbols II (kurz: MPS II oder MPS2)                  | lateinisch               |                                                                                            | war von 1986 bis 2002 offizielle Umschrift in der Republik China (Taiwan) |
| Tongyong Pinyin                                                        | lateinisch               | Yu Bor-chuan                                                                               | war von 2002 bis 2008 offizielle Umschrift in der Republik China (Taiwan) |
| Umschriftsystem der Chin. Post (kurz: Post)                            | lateinisch               |                                                                                            | von 1906 bis weit ins 20. Jahrhundert Standardumschrift für Ortsnamen |
| außer Gebrauch:                                                        |                          |                                                                                            | |
| Couvreur-System                                                        | lateinisch               | Séraphin Couvreur                                                                          | verwendet in dem bedeutenden »Dictionnaire classique de la langue chinoise« (1890) |
| EFEO-Transkription (Vissière-System)                                   | lateinisch               | Arnold Vissière                                                                            | vereinfachte Version der Transkription von Couvreur, 1902 von der École française d’Extrême-Orient publiziert |
| Franke-System                                                          | lateinisch               | Otto Franke                                                                                | verwendet in Geschichte des chinesischen Reiches u. a. |
| Karlgren-System                                                        | lateinisch               | Bernhard Karlgren                                                                          | |
| Legge-System                                                           | lateinisch               | James Legge                                                                                | verwendet für die Sacred Books of the East, zum Beispiel in den Sacred Books of China |
| Lessing-Othmer-System                                                  | lateinisch               | Ferdinand Lessing, Wilhelm Othmer                                                          | auch als Wilhelm-Lessing’sches System bezeichnet; 1911 im deutschen Pachtgebiet zum Standard erhoben |
| Needham-System                                                         | lateinisch               | Joseph Needham                                                                             | modifiziertes Wade-Giles-System, verwendet in Science and Civilisation in China |
| Stange-System                                                          | lateinisch               | Hans Otto Heinrich Stange                                                                  | verwendet in: Rüdenberg: Chinesisch-Deutsches Wörterbuch |
| Unger-System                                                           | lateinisch               | Ulrich Unger                                                                               | berücksichtigt teilweise die mittelchinesische Aussprache |
| Wieger-System                                                          | lateinisch               | Léon Wieger                                                                                | außer Gebrauch |
| Yale-System (Yale Mandarin)                                            | lateinisch               | George A. Kennedy                                                                          | 1943 entwickelt, verwendet bis in die 1970er |
| für andere chinesische Sprachen / Dialekte:                            |                          |                                                                                            | |
| Barnett-Chao-System                                                    | lateinisch               | Zhao Yuanren, K. M. A. Barnett                                                             | für Kantonesisch, angelehnt an Gwoyeu Romatzyh, auch SOAS-System genannt |
| Cantonese Pinyin                                                       | lateinisch               | Pater Yu, Ping Chiu (1971); Zhan, Bohui – HKU & Education Bureau of Hong Kong (verbessert) | für Kantonesisch, einzig amtlich anerkannt von der HKEAA (Hong Kong Examinations and Assessment Authority) bzw. EDB (Education Bureau); in Hongkonger Schulen allgemein gelehrtes und von der Prüfungsbehörde benutztes System |
| Chao-System (Kantonesisch)                                             | lateinisch               | Zhao Yuanren                                                                               | für Kantonesisch, angelehnt an Gwoyeu Romatzyh, verwendet u. a. in dem Lehrbuch Cantonese Primer (1947) |
| Guangdong Romanization                                                 | lateinisch               | Guangdong Provincial Education Department (1960)                                           | für Verwendung bei verschiedene Regiolekten in Guangdong, also Kantonesisch, Teochew, Hakka und den Hainan-Dialekt |
| Hong Kong Government Cantonese Romanisation (inoffizielle Bezeichnung) | lateinisch               | Hong Kong Government                                                                       | für Kantonesisch, Verwendung ausschließlich für amtliche Transkription von Personennamen und Toponymen in Hongkong |
| Jyutping                                                               | lateinisch               | Linguistic Society of Hong Kong                                                            | für Kantonesisch, findet neben der Yale-Romanisierung für Kantonesisch große Verbreitung, insb. durch die CUHK bzw. HKU |
| Langjin Pin’in („Nanking-Lautumschrift“)                               | lateinisch               |                                                                                            | für den Nanking-Dialekt des Mandarin im Hànyǔ fāngyán fāyīn zìdiǎn – 漢語方言發音字典 ‚Aussprachewörterbuch chinesischer Dialekte‘                                                                                             |
| Macau Government Cantonese Romanization (inoffizielle Bezeichnung)     | lateinisch               | Macau Government                                                                           | für Kantonesisch, Verwendung ausschließlich für amtliche Transkription von Personennamen und Toponymen in Macau |
| Meyer-Wempe                                                            | lateinisch               | Missionare in Hongkong                                                                     | für Kantonesisch |
| Pe̍h-ōe-jī (kurz: POJ)                                                  | lateinisch               | Missionare in Taiwan                                                                       | für Min Nan |
| Sidney-Lau-System (kurz: S.L.)                                         | lateinisch               | Sidney Lau Sek-cheung                                                                      | für Kantonesisch |
| S.-L.-Wong-System (kurz: S.L. Wong)                                    | lateinisch               | Wong Shik-Ling                                                                             | für Kantonesisch |
| Standard Romanization (Cantonese)                                      | lateinisch               | Missionare in Südchina (ca. 1888)                                                          | für Kantonesisch, Verwendung insb. bei British and Foreign Bible Society, China Baptist Publication Society, Pakhoi Mission Press                                                                                              |
| Yale-System (Yale Cantonese)                                           | lateinisch               | Parker Po-fei Huang, Gerard P. Kok – Yale                                                  | für Kantonesisch, Verwendung insbesondere bei englischsprachigen ausländischen Studenten bzw. an der Chinese University of Hong Kong (CUHK), University of British Columbia, Universität Tokio bzw. Yale University            |
| für spezielle Zwecke:                                                  |                          |                                                                                            | |
| chinesische Brailleschrift                                             | Brailleschrift           |                                                                                            | Blindenschrift, angelehnt an Zhuyin Fuhao |
| IPA-Lautschrift                                                        | IPA-Lautschrift          | IPA                                                                                        | kein orthographisch festgelegtes System; zu verschiedenen Zwecken werden unterschiedliche Stile benutzt, z. B. „weite“ (phonemische) vs. „enge“ (allophonische) Transkriptionen                                                |

Anmerkung
Die dunganische Sprache wird mit kyrillischen Buchstaben geschrieben – als offizieller Schrift, nicht als Transkription derselben.